# Taufach- und Fetzachmoos mit Urseen
Das Gebiet Taufach- und Fetzachmoos mit Urseen ist ein vom Regierungspräsidium Tübingen am 23. Juni 1982 durch Verordnung ausgewiesenes Naturschutzgebiet auf dem Gebiet der Städte Leutkirch im Allgäu und Isny im Allgäu im Landkreis Ravensburg. 

## Lage
Das Naturschutzgebiet Taufach- und Fetzachmoos mit Urseen liegt etwa einen Kilometer südlich der Ortschaft Urlau auf den Gemarkungen Herlazhofen, Friesenhofen und Beuren. Das Gebiet gehört zum Naturraum Westallgäuer Hügelland.

## Schutzzweck
Wesentlicher Schutzzweck ist laut der Schutzgebietsverordnung „die Erhaltung der von den Eiszeiten geprägten sehr urtümlichen Landschaft mit den offenen Wasserflächen der beiden Urseen, den Toteislöchern in der Erdmoräne und den offenen und bewaldeten Hochmoorflächen sowie den vielen verschiedenen Übergangsstufen vom Niedermoor zum Hochmoor. Dieser weitgehend intakte Lebensraum ist von hohem ökologischen Wert, in dem zahlreiche seltene Pflanzen‑ und Tierarten überleben konnten.“

## Landschaftscharakter
Bei dem Schutzgebiet handelt es sich um einen großen Moorkomplex, mit Hoch-, Übergangs- und Niedermooren und Moorwäldern. Der Große Ursee und der Kleine Ursee im Westen des Gebiets und der Fetzachweiher im Norden stellen die größten Gewässer dar. Sie werden vom Fetzachgraben entwässert.

## Flora und Fauna
Hervorzuheben sind unter anderem die FFH-Arten Biber, Große Moosjungfer, Goldener Scheckenfalter, Vierzähnige Windelschnecke, Sumpf-Glanzkraut und Firnisglänzendes Sichelmoos.